# زن لس‌آنجلسی
«زن لس‌آنجلسی» (به انگلیسی: L.A. Woman) آلبومی از دورز است که در سال ۱۹۷۱ میلادی منتشر شد.